# مارك ماثيو كونلي
مارك ماثيو كونلي هو سياسي كندي، ولد في 21 مارس 1879 في جمهورية أيرلندا، وتوفي في 5 مايو 1955 في الولايات المتحدة. حزبياً، نشط في BC United ‏.